# Кортелине-Кастело (Верона)
Кортелине-Кастело је насеље у Италији у округу Верона, региону Венето.
Према процени из 2011. у насељу је живело 48 становника. Насеље се налази на надморској висини од 233 м.